# Aristiopsis georgiensis
Aristiopsis georgiensis är en kräftdjursart. Aristiopsis georgiensis ingår i släktet Aristiopsis och familjen Lysianassidae. Inga underarter finns listade i Catalogue of Life.